# 젊은농촌살리기운동본부
젊은농촌살리기운동본부는 농업인력 확보, 농지보전, 농촌발전 기반조성 등과 관련된 연구 및 방안 마련, 농업인 교육 등을 통해 농업발전과 국력신장에 이바지할 목적으로 2011년 9월 7일 설립허가된 대한민국 농림수산식품부 소관의 사단법인이다. 사무실은 서울특별시 종로구 당주동 202번지(영진빌딩 303호)에 있다.